# Museo di Egmont

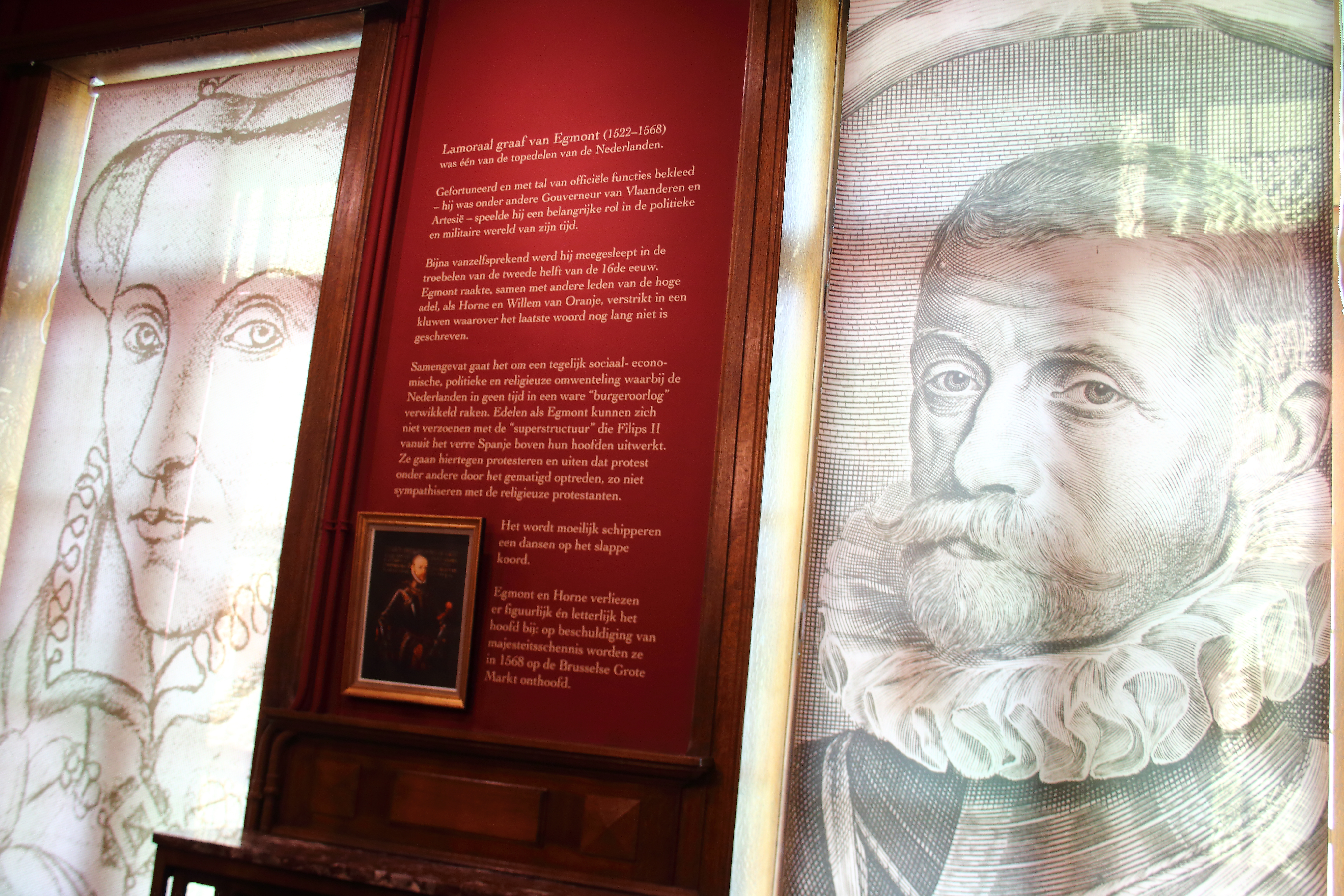
Museo di Egmont

Il Museo di Egmont (lingua olandese: Egmontkamer) è un museo su Lamoral di Egmont, nobile e condottiero fiammingo, situato in Zottegem, in Belgio.
Il museo è stato inaugurato nel 2018 per la commemorazione del 450º anniversario della decapitazione di Lamoral sulla Grand-Place/Grote Markt a Bruxelles nel 1568. Mette in mostra diversi oggetti storici relativi a Egmont come dipinti, incisioni, monete e piastrelle del pavimento del castello di Egmont. Inoltre, sono esposti diversi oggetti provenienti dalla cripta di Egmont, come la targa sepolcrale del XVI secolo della moglie Sabina, la targa risalente alla riscoperta della cripta nel 1804, i cuori imbalsamati di Lamoral e dei suoi figli Carlo e Filippo e le stampe 3D di I teschi di Egmont e Sabina.
Dal 1984, l'ex municipio ospita anche un reliquiario contenente la vertebra cervicale schisi di Lamoral. Sono esposti due dipinti di Egmont: Ultimi onori a Egmont e Horne (1882) di Louis Gallait e Castello di Egmond a Egmond aan den Hoef (intorno al 1570) del maestro olandese Gillis De Saen.